# Sabrina Rittberger
Sabrina Rittberger (* 6. Mai 1997) ist eine deutsche Tennisspielerin.

## Karriere
Im Juli 2013 wurde sie Bayerische Jugendmeisterin.
Rittberger gewann bislang einen Doppeltitel auf dem ITF Women’s Circuit.
Sie ist Teamchefin der 1. Damenmannschaft des Münchner SC, der in der Bayernliga spielt.

## Turniersiege

### Doppel
| Nr. | Datum         | Turnier | Kategorie   | Belag | Partnerin        | Finalgegnerinnen           | Ergebnis |
| --- | ------------- | ------- | ----------- | ----- | ---------------- | -------------------------- | -------- |
| 1.  | 20. Juli 2018 | Brüssel | ITF $15.000 | Sand  | Linda Puppendahl | Lara Salden Camille Sireix | 6:2, 6:2 |